# Horst Eckel

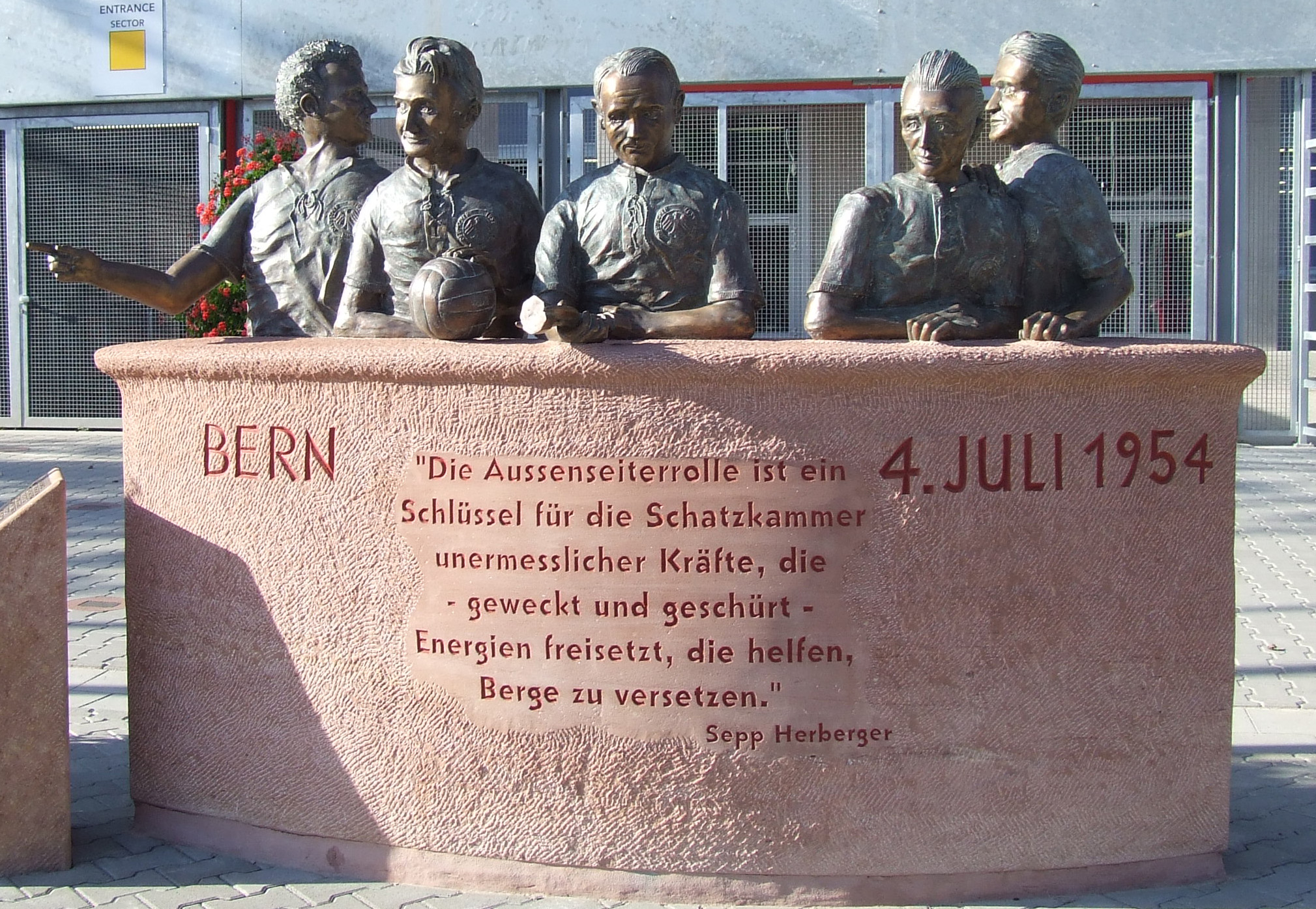
Bustos dos cinco jogadores do Kaiserslautern titulares da seleção alemã-ocidental campeã da Copa do Mundo FIFA de 1954: Werner Liebrich, Fritz Walter, Werner Kohlmeyer, Horst Eckel e Ottmar Walter.

Horst Eckel (Vogelbach, atual Bruchmühlbach-Miesau, 8 de fevereiro de 1932 – 3 de dezembro de 2021) foi um futebolista alemão que jogou como lateral-direito. Foi o titular de sua posição, assim como o mais jovem dos titulares, da seleção alemã-ocidental campeã da Copa do Mundo FIFA de 1954, a primeira ganha pelos alemães. Na ocasião, era um dos cinco titulares que pertenciam ao Kaiserslautern, clube que formava a base da seleção e que foi dominante no início da década de 1950 no campeonato alemão-ocidental, que ali obteve seus dois primeiros títulos alemães.[carece de fontes?] Na decisão, cumpriu com maestria a missão de anular Nándor Hidegkuti, considerado o maior responsável pela construção das jogadas da sensação Hungria.
Ainda na década de 1950, Eckel foi dirigente de uma associação dedicada a reintegrar os judeus ao seu país. Tornou-se professor após parar de jogar, em 1966. Desde o fim de 2017, tornou-se o último sobrevivente da seleção campeã de 1954, após a morte do colega Hans Schäfer.

## Carreira

### Clubes
Eckel estreou no futebol adulto em 1949, no Kaiserslautern, o qual defenderia até 1960. Na época, a primeira divisão alemã-ocidental, chamada Oberliga, era disputada primeiramente através de diversos torneios regionais, com os líderes avançando a partidas eliminatórias em uma fase nacional. O Kaiserslautern disputava primeiramente o Torneio do Sudoeste, no qual foi líder quase ininterrupto entre as temporadas 1946-47 e 1956-57, só não conseguindo na temporadas 1951-52, liderada pelo Saarbrücken.
Jogando constantemente a fase nacional, nela na temporada 1949-50 o clube eliminou o Rot-Weiß Essen nas oitavas-de-final por 3-2, mas caiu ainda nas quartas, derrotado por 5-2 pelo Stuttgart, que terminaria campeão. Na seguinte, de de 1950-51, a fase nacional passou a ser disputada em dois quadrangulares-semifinais, com seus líderes realizando a decisão. Dessa vez, o título veio: a equipe liderou seu quadrangular um ponto acima do Schalke 04 e na decisão derrotou de virada por 2-1 o Preußen Münster. Foi o primeiro título alemão do Kaiserslautern.[carece de fontes?]
Na temporada 1951-52, o Kaiserslautern terminou apenas em terceiro no torneio do Sudoeste, o que não impediu que Eckel estreasse meses depois, em novembro de 1952, pela seleção alemã-ocidental. Na temporada seguinte, seu clube superou, na fase nacional, um quadrangular-semifinal que incluía o Colônia, onde jogava Hans Schäfer, importante peça ofensiva na seleção campeã de 1954. Na decisão, o derrotou por 4-1 o Stuttgart. Foi o segundo título alemão do Kaiserslautern e o último até a década de 1990.[carece de fontes?]
Na temporada 1953-54, o clube voltou na fase semifinal voltou a superar o Colônia, mas terminou derrotado na decisão por 5-1 pelo Hannover 96.[carece de fontes?] Isso não impediu que o Kaiserslautern compusesse a base da seleção que semanas depois venceria a Copa do Mundo na Suíça, fornecendo aproximadamente metade dos titulares, com cinco jogadores: além de Eckel, também Werner Kohlmeyer, Werner Liebrich e os irmãos Fritz Walter e Ottmar Walter.
Após o mundial, o Kaiserslautern superou na fase nacional o quadrangular-semifinal que incluía também o Hamburgo, mas terminou derrotado por 4-3 na decisão pelo Rot-Weiß Essen, onde jogava Helmut Rahn,[carece de fontes?] grande herói da final da Copa de 1954, na qual marcou os outros dois gols alemães.
No quadrangular-semifinal da temporada seguinte, a vaga em nova decisão foi perdida nos critérios de desempate para o Karlsruher. Na posterior, em 1956-57, a equipe só somou um ponto no quadrangular-semifinal liderado pelo Borussia Dortmund, campeão do ano anterior e que asseguraria o bicampeonato seguido. A série de liderança no Torneio do Sudoeste foi interrompida na temporada 1957-58, com o clube terminando em segundo, a um ponto do Pirmasens. Mesmo assim, pôde adentrar na fase nacional, mas precisando jogar primeiramente uma eliminatória preliminar ao quadrangular-semifinal e nela perdeu para o Colônia por 3-0, após empate em 3-3 no primeiro jogo.[carece de fontes?]
Já na temporada posterior, a de 1958-59, o Pirmasens voltou a ser líder e dessa vez o Kaiserslautern terminou em terceiro, ausentando-se da fase nacional pela primeira vez desde 1952. Eckel ficou no clube por mais uma temporada. Na de 1959-60, o Pirmasens foi líder pela terceira vez seguida no Sudoeste, com o Kaiserslautern decaindo para quinto, novamente se ausentando da fase nacional. Após dois títulos e dois vice-campeonatos nacionais na década de 1950, o Kaiserslautern, com a aposentadoria dos principais jogadores daquele auge, tornou-se uma equipe de meio de tabela na nascente Bundesliga, formato adotado a partir de 1964 pelo campeonato alemão. Recobrou alguma força somente na década de 1990, onde conseguiu seus dois outros títulos na elite, em 1991 e em 1998,[carece de fontes?] ainda que também sofresse rebaixamento no período - o título de 1998 veio justamente em rara sequência com a conquista da segunda divisão.
Eckel, após deixar o Kaiserslautern em 1960, seguiu carreira por mais seis anos no Röchling Völklingen, que jogava na segunda divisão do sudoeste, da qual foi promovido ao fim da temporada 1962-63. Foi a temporada anterior à adoção do formato Bundesliga ao campeonato alemão-ocidental. Os dois primeiros da elite do sudoeste na temporada 1962-63 (precisamente o Kaiserslautern e o Saarbrücken) foram os únicos da região realocados na Bundes, com os demais clubes passando a jogar a Regionalliga Sudeste.[carece de fontes?]

### Seleção
Eckel estreou pela seleção alemã-ocidental em 9 de novembro de 1952, em vitória por 5-1 sobre a Suíça em Augsburgo. passando a manter presença assídua na seleção: em 1952, das seis partidas realizadas pela Alemanha Ocidental, esteve em três; das quatro de 1953, esteve em todas, incluindo três pelas eliminatórias da Copa do Mundo FIFA de 1954,[carece de fontes?] O Nationalelf superou um triangular com Noruega e Sarre, cujo técnico era Helmut Schön, posteriormente treinador da própria Alemanha Ocidental. O desempenho de um empate e três vitórias não deixou de ser uma surpresa, após a ausência nas eliminatórias anteriores.

#### Copa do Mundo de 1954
As eliminatórias se encerraram já no ano de 1954, quando os alemães venceram por 3-1 o Sarre em Saarbrücken. A seguir, o país bateu em Basileia a anfitriã Suíça por 5-3, no único amistoso antes da Copa do Mundo FIFA de 1954,[carece de fontes?] realizada semanas depois neste país. Eckel foi mantido nessas duas partidas,[carece de fontes?] bem como em todas as que a Alemanha Ocidental realizou no mundial. Inicialmente, apesar do retrospecto nos jogos anteriores os alemães sofreram descrédito. Na estreia, precisaram virar o placar para ganhar de 4-1 da Turquia e a própria idade elevada do seu capitão era um dos fatores que causavam a impressão de que não iriam muito longe.
Para a partida seguinte, Sepp Herberger mudou bastante a escalação para enfrentar a sensação Hungria. O treinador sabia que dificilmente os germânicos venceriam os magiares optou por poupar alguns titulares e alterar o posicionamento daqueles que foram mantidos, para confundir os húngaros. Dentre oos mantidos, o zagueiro Josef Posipal jogou como volante; o meia-esquerda Fritz Walter, de centroavante; e Eckel foi avançado à meia-direita. A Hungria venceu por 8-3.
Por trás da ideia de Herberger, havia o regulamento de que, naquele mundial, cada grupo teria dois cabeças-de-chave, que não se enfrentariam. Por punição disciplinar à expulsão alemã em 1945 dos quadros da FIFA, a entidade delimitou que os cabeças do grupo formado também com a Coreia do Sul seriam Hungria e Turquia, forçando assim o jogo entre alemães e húngaros. O compromisso seguinte dos alemães foi um reencontro contra os turcos, goleados agora por 7-2. Mesmo assim, os germânicos não eram considerados favoritos para a partida contra a Iugoslávia, já pelo mata-mata das quartas-de-final.
O oponente era visto como uma seleção mais técnica e dominou o jogo inicialmente, a ponto do goleiro alemão Toni Turek, de 35 anos, ser descrito como o destaque do jogo. Mesmo quando não alcançava as bolas, teve sorte, com duas acertando a trave, e outras duas sendo salvas em cima da linha pelo defensor Werner Kohlmeyer. O placar foi aberto já aos 10 minutos de jogo, mas por um gol contra de Ivan Horvat. Os iugoslavos pressionaram bastante no decorrer da partida e só aos 41 minutos do segundo tempo a classificação alemã se assegurou, com o gol de Helmut Rahn finalizando o placar em 2-0, resultado considerado surpreendente contra o favoritismo adversário. Na semifinal, a Alemanha Ocidental estava mais confiante, sabendo que a oponente Áustria havia sofrido cinco gols da Suíça, ainda que houvesse a eliminado por marcar sete. Após um primeiro tempo equilibrado, com vitória parcial por 1-0 da Nationalmannschaft, a seleção vizinha terminou derrotada por 6-1, prejudicada pelo nervosismo do seu goleiro, Walter Zeman, que não era o titular.
A goleada foi uma nova surpresa. A mídia enfim reconheceu as chances de título dos alemães, embora logo minoradas com a notícia posterior de que Ferenc Puskás, lesionado exatamente naquele duelo de 8-3, estaria apto para participar da decisão após ter se ausentado ao longo do torneio em função da lesão. Para Herberger, porém, o jogador mais importante do adversário seria Nándor Hidegkuti, criador das jogadas húngaras. Eckel foi orientado a segui-lo de perto e não deixa-lo livre para formular os ataques oponentes. Cumpriu a missão eficientemente, acompanhando com o vigor dos seus 22 anos Hidegkuti, oito anos mais velho, por todo o gramado. o que não impediu que o adversário, com o próprio Puskás e com Zoltán Czibor, conseguisse marcar duas vezes antes dos dez minutos, sem, porém, participação direta de Hidegkuti - no primeiro, Puskás aproveitou uma bola que ficara livre após Werner Liebrich desvia-la de lançamento de Sándor Kocsis, enquanto o segundo foi originado de falha de Kohlmeyer em proteger a bola, trombando com o goleiro Turek e permitindo que Czibor tivesse o gol vazio diante de si. A partida pôde ser empatada ainda aos 18 minutos do primeiro tempo.
Apesar da igualdade imediata, os alemães mantiveram-se focados em defender-se para atacar somente por contra-ataques. Aos 39 minutos do segundo tempo, exatamente em contra-ataque, a Alemanha conseguiu o gol que finalizou o placar em 3-2, ainda que os adversários tivessem boas chances depois para empatar - numa delas, Puskás marcou, mas o lance foi invalidado por impedimento.

#### Copa do Mundo de 1958
Após o título de 1954, curiosamente, Eckel foi derrotado em sete das nove partidas seguintes que fez pela Alemanha Ocidental, chegando a passar cerca mais de um ano sem defendê-la, entre 21 de novembro de 1956 (derrota de 3-0 para a Irlanda em Dublin) e 22 de dezembro de 1957 (curiosamente, um reencontro contra os húngaros, vencidos novamente - dessa vez, por 1-0 em Hanôver).[carece de fontes?] Acabou convocado como titular para a Copa do Mundo FIFA de 1958, participando das cinco primeiras das seis partidas dos detentores do título, a despeito da seleção ter se reformulado bastante entre uma Copa e outra: mantivera apenas poucos remanescentes dos titulares de 1954, casos do próprio Eckel e também de Fritz Walter, Hans Schäfer e Helmut Rahn.
Na estreia, a Alemanha foi metódica no ataque e venceu de virada por 3-1 a Argentina, que voltava às Copas do Mundo desde 1934, vinha de uma série de títulos na Copa América (incluindo edição de 1957) e curiosamente jogou de camisa amarela sob a determinação da arbitragem de que o tradicional uniforme alviceleste poderia gerar confusão com as camisas brancas dos germânicos; foram usadas no lugar camisas emprestadas do clube local IFK Malmö.
Já na segunda partida, a Tchecoslováquia começou ganhando por 2-0, dominando no primeiro tempo. Os alemães foram melhores no segundo e conseguiram empatar em 2-2. Contra a Irlanda do Norte, o time alemão primou outra vez pelo pragmatismo para obter novo empate em 2-2, favorável às duas seleções, após os adversários estarem por duas vezes à frente do placar - Rahn fez o da igualdade provisória em 1-1, dois minutos após o placar ser aberto pelos britânicos.
No primeiro mata-mata, tal como em 1954, foi derrotada a Iugoslávia, por 1-0 construído ainda no início do jogo, com Rahn marcando aos 12 minutos; os adversários esperavam que ele fosse cruzar e ele surpreendeu com um violento arremate. o jogo seguinte foi válido pela semifinal, contra a anfitriã Suécia. Os alemães abriram o placar, mas os escandinavos terminaram vencendo por 3-1, marcando duas vezes nos dez minutos finais, em partida de arbitragem questionada pelos derrotados - que teriam sofrido o empate após Nils Liedholm tocar com o braço na bola antes de fornecer a assistência para Lennart Skoglund, lance considerado não-intencional; além de ter Erich Juskowiak como único expulso em agressão mútua com Kurt Hamrin. Outra reclamação especial foi focada em Fritz Walter, duramente atingido por Sigge Parling em lance que não foi punido. Como não eram permitidas substituições, os alemães tiveram de jogar com dois a menos, o que facilitou a derrota.
Além de Walter, Eckel também lesionou-se e foi um dos desfalques alemães para a partida pelo terceiro lugar. Após o mundial, o lateral jogou uma vez mais pela Alemanha Ocidental, ainda em 1958, em empate em 2-2 com a Áustria em Berlim Ocidental em 19 de novembro. Ao todo, foram 32 partidas, vencendo metade, empatando seis e perdendo dez, sem chegar a marcar gols.[carece de fontes?]

## Pós-carreira

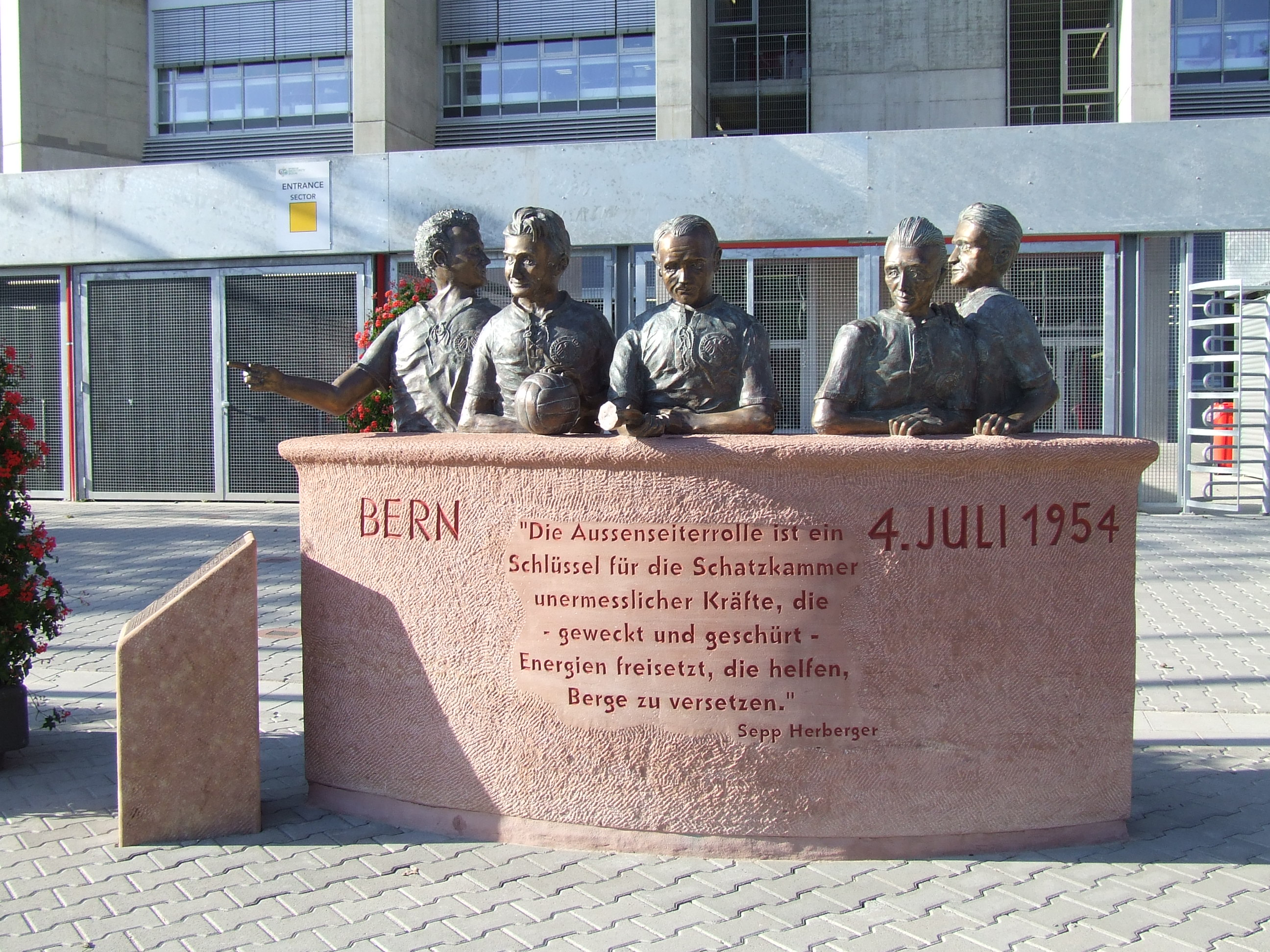
Estátua dos cinco "Heróis de Berna" de Kaiserslautern em frente ao Estádio Fritz Walter em Kaiserslautern. Da esquerda para a direita: Werner Liebrich, Fritz Walter, Werner Kohlmeyer, Horst Eckel e Ottmar Walter. A estátua é um símbolo duradouro da conquista da Copa do Mundo FIFA de 1954 pela seleção alemã, da qual Eckel fez parte. Ela demonstra o reconhecimento e a admiração que Eckel continuou a receber após sua participação no futebol, ocasionalmente como um lembrete do impacto que ele teve no esporte e na sociedade alemã.

Ainda na década de 1950, Eckel foi dirigente de uma associação dedicada a reintegrar os judeus ao seu país. Tornou-se professor após parar de jogar, em 1966. Em 1971, ele e outros dois campeões de 1954, Toni Turek e Werner Liebrich, juntaram-se a alguns oponentes da daquela final, para uma partida beneficente na Suíça, em que uma seleção de jogadores veteranos locais enfrentou uma seleção mundial de veteranos. A escalação mundial, denominada Weltelf ("Onze do Mundo"), foi Turek, o capitão Djalma Santos, Liebrich, Eckel e Gerhard Hanappi, Mário Coluna e Josef Masopust, Stanley Matthews, Gunnar Gren, Omar Sivori e Garrincha. Os treinadores foram outros campeões de 1954: Sepp Herberger, com Fritz Walter de assistente, e os reservas incluíam dois vice-campeões - Sándor Kocsis e József Bozsik, além de François Remetter, Raymond Kopa e Just Fontaine. A partida, realizada na Basileia, foi encerrada em 3-3.
Eckel foi um consultor para o filme de 2003 O Milagre de Berna, a relembrar a conquista da Copa do Mundo FIFA de 1954 pela perspectiva de um fã fictício de Helmut Rahn.
Em 2014, sessenta anos depois do título, Eckel levantou o troféu da Copa do Mundo FIFA em um encontro com representantes dos dois títulos alemães seguintes na competição, quando a taça visitou a Alemanha antes de ser colocada em disputa na Copa do Mundo FIFA daquele ano. Em entrevista à mídia brasileira, o lateral assim relembrou e declarou:
| “ | No começo, eu não pensava que pudesse ser campeão. Tudo aconteceu jogo a jogo. Quando vencemos a Áustria por 6-1 na semifinal, percebemos que a chance era grande. Contra a Hungria, conseguimos nos recuperar após sofrermos dois gols logo no começo. Quando saiu o empate, eu tive certeza que o título era nosso. Eu ficaria muito feliz vendo outro título nosso, 60 anos depois. Assistir à Alemanha campeã do mundo dentro do Brasil seria um sonho realizado depois de tanto tempo. | ” |

Ainda lembrando-se com lucidez sobre a conquista, assim declarou à ESPN:
| “ | Tem ainda muitas coisas que não chegaram ao conhecimento do público, mas é até bom - devem ficar onde estão. Não interessam mais. Já se falou e se escreveu muito sobre isto. Aquele dia está vivo na minha memória. Penso diariamente naqueles momentos de glória. Até hoje, recebo cartas de torcedores a respeito. Mesmo se não quisesse, a toda hora alguém me lembra daquilo. Posso ir para onde quiser: o 'Milagre de Berna' sempre me acompanha seja onde eu estiver, aqui na Alemanha ou no exterior | ” |

Desde o fim de 2017, tornou-se o último sobrevivente da seleção campeã de 1954, após a morte do colega Hans Schäfer.

## Morte
Eckel morreu em 3 de dezembro de 2021, aos 89 anos de idade.

## Títulos
Kaiserslautern
- Campeonato Alemão-Ocidental: 1950–51, 1952–53
- Grupo Sudoeste do Campeonato Alemão-Ocidental: 1949-50, 1950-51, 1952-53, 1953-54, 1954-55, 1955-56, 1956-57

Röchling Völklingen
- Campeonato Alemão-Ocidental - Segunda Divisão (Grupo Sudoeste): 1962-63

Seleção Alemã-Ocidental
- Copa do Mundo FIFA: 1954